# TopTenReviews
TopTenReviews (TTR) — веб-сайт, агрегатор обзоров на программное и аппаратное обеспечение, интернет-сервисы, музыку, фильмы и компьютерные игры от других изданий, как онлайновых, так и оффлайновых. Основанный в 2003 году Джерри Ропилато (англ. Jerry Ropelato), на май 2008 года TopTenReviews стал по размеру и интернет-трафику одним из самых популярных в мире веб-сайтов в своём роде, с наибольшей онлайновой базой медиа-обзоров. Согласно Alexa Internet, на 11 октября 2010 года в США рейтинг посещаемости TopTenReviews составляет 1105, а общемировой рейтинг — 1876. Основные конкуренты TopTenReviews — Rotten Tomatoes и Metacritic.

## Основные характеристики
TopTenReviews собирает и хранит ссылки на обзоры определённого продукта или услуги, а также сохраняет рейтинги и оценки, выставленные этими обозревателями. Эти оценки, представленные в различных шкалах (например, 10-балльной, 100%-й или 4-звёздочной), конвертируются в собственную систему оценивания TopTenReviews, которая имеет 4 позиции (звезды) и допускает дробные значения с точностью до четырёх знаков после запятой включительно (то есть диапазон от 0,000 до 4,000 включительно). После коллекционирования всех оценок от всех обзоров и конвертации их в единую шкалу, выводится усреднённая оценка рассматриваемого продукта.
Целью TopTenReviews является дать пользователю базовую информацию о продукте или услуге, её итоговый рейтинг, и тем самым сэкономить его (пользователя) время и деньги. Слоган сайта — «Мы проводим исследования за вас» (англ. We do the research so you don't have to).

## Другие характеристики
TopTenReviews, кроме собственно подборки ссылок на рецензии, содержит основную базовую информацию о рассматриваемом продукте либо услуге: разработчик, распространитель, дата выпуска, возрастные рейтинги, а также скриншоты, чит-коды в случае компьютерных игр, а также сервис сравнения цен (англ. Price comparison service) наподобие PriceGrabber.
На 28 мая 2008 года TopTenReviews имел 190040 записей в базе данных фильмов, 455189 записей в базе данных музыки, и 34477 записей в базе данных компьютерных игр. Это составляет более 700000 агрегированых рецензий на фильмы и 200000 рецензий на игры.
Для компьютерных игр TopTenReviews также проводит ранжирование и сортировку для тех игр, которые выпущены на одной консоли, в одном жанре или в один год. Для фильмов и музыки критериями ранжирования являются год и десятилетие выпуска.

## Награды и признание
В июле 2006 года TopTenReviews получил 10 место в рейтинге «Top 25 Under 5» от организации UVEF.
В октябре 2006 года TopTenReviews получил третье место в рейтинге «Technology Fast 500 Rising Stars» от Deloitte Touche Tohmatsu.
В 2007 TopTenReviews стал обладателем Stevie Awards в категории электронной коммерции.
В августе 2010 года TopTenReviews был объявлен финалистом 2010 года исследовательской командой «New York City Hot 125», которая награждает самых прогрессивных и быстроразвивающихся интернет-компаний на основании множества критериев.
В сентябре 2010 года OMMA объявила TopTenReviews победителем награды «Website Excellence» за 2010 год в категории «Образование».

## Рейтинги
Пятёрка фильмов с самыми высокими рейтингами на декабрь 2010 года:
1. Индиана Джонс: В поисках утраченного ковчега (1981)
2. Гражданин Кейн (1941)
3. Поющие под дождём (1952)
4. Крёстный отец (1972)
5. 12 разгневанных мужчин (1957)

Пятёрка музыкальных альбомов с самыми высокими рейтингами на декабрь 2010 года:
1. Pet Sounds от The Beach Boys
2. Revolver от The Beatles
3. The Hits (альбом Гарта Брукса) от Гарта Брукса
4. Born in the U.S.A. от Брюса Спрингстина
5. Blonde on Blonde от Боба Дилана

Пятёрка компьютерных игр с самыми высокими рейтингами на декабрь 2010 года:
1. Grand Theft Auto IV (Xbox 360)
2. Grand Theft Auto IV (PlayStation 3)
3. Super Mario Galaxy (Wii)
4. Call of Duty: Modern Warfare 2 (Xbox 360)
5. Fallout 3 (PC)